# Mitteregg (Gemeinde Deutsch-Griffen)
Mitteregg ist eine Ortschaft in der Gemeinde Deutsch-Griffen im Bezirk Sankt Veit an der Glan in Kärnten. Die Ortschaft hat 50 Einwohner (Stand 1. Jänner 2025). Durch den Ort verlief bis 1924 die Grenze zwischen den Gemeinden Deutsch-Griffen und Albeck.

## Lage
Mitteregg liegt sonnseitig am Hang über dem Lammbach, etwa einen Kilometer westnordwestlich vom Gemeindehauptort Deutsch Griffen. 
Zur Ortschaft gehören in dem Bereich, der einst zur Gemeinde Albeck gehörte, die Höfe Kogler (Nr. 8), Nager (Nr. 13) und die Häuser Nr. 3, 4, 6 (Klammer), 15 und 16. In dem Bereich, der immer schon zur Gemeinde Deutsch-Griffen gehörte, liegen Kirchenkogler (Haus Nr. 1), Graf (Nr. 7), Scherzer (Nr. 10), Jäger (Nr. 11), Schlosser (früher Greger, Nr. 12), Oberwegkeusche (Nr. 19) und die Häuser Nr. 14, 17, 18, 20, 21, 22 und 23. Kristel und Spitz (beide westlich vom Graf) sowie Bergkasper (nordöstlich vom Schlosser) existieren nicht mehr.

## Geschichte
1157 wird Mitterekke urkundlich erwähnt. Der Sage nach soll es hier im Mittelalter ein Schloss gegeben haben.
Die Grenze zwischen den Katastralgemeinden Deutsch Griffen und Sirnitz verlief ursprünglich quer durch die heutige Ortschaft Mitteregg. Dadurch war der Ort ab Gründung der politischen Gemeinden 1850 in zwei Ortschaften geteilt: die höher am Hang gelegenen Höfe gehörten zur Ortschaft Mitteregg der Gemeinde Deutsch-Griffen, die tiefer gelegenen Höfe zur Ortschaft Mitteregg der Gemeinde Albeck. Der Deutsch-Griffener Teil des Orts gehörte immer zum Bezirk St. Veit an der Glan; der Albecker Teil des Orts gehörte zunächst zum Bezirk St. Veit, ab 1854 zum Bezirk Klagenfurt-Land. 
1920 wurde die Gemeindegrenze in diesem Bereich zugunsten der Gemeinde Deutsch-Griffen geändert, so dass der gesamte Ort nun ungeteilt zur Gemeinde Deutsch-Griffen und zum Bezirk St. Veit an der Glan gehörte. Im Dezember 1921 brannte der Hof vulgo Klammer vollständig ab.
Bei der Kärntner Gemeindestrukturreform von 1973 kam Mitteregg an die damals neu errichtete Gemeinde Weitensfeld-Flattnitz, seit deren Auflösung 1991 gehört die Ortschaft wieder zur Gemeinde Deutsch-Griffen.

## Bevölkerungsentwicklung
Für die Ortschaft ermittelte man folgende Einwohnerzahlen:
- 1869: 15 Häuser, 86 Einwohner
  - davon in Gemeinde Deutsch-Griffen 11 Häuser, 58 Einwohner;[5] in Gemeinde Albeck 4 Häuser, 28 Einwohner[6]
- 1880: 14 Häuser, 78 Einwohner
  - davon in Gemeinde Deutsch-Griffen 10 Häuser, 51 Einwohner;[7] in Gemeinde Albeck 4 Häuser, 27 Einwohner[8]
- 1890: 14 Häuser, 68 Einwohner
  - davon in Gemeinde Deutsch-Griffen 9 Häuser, 42 Einwohner;[9] in Gemeinde Albeck 5 Häuser, 26 Einwohner[10]
- 1900: 14 Häuser, 97 Einwohner
  - davon in Gemeinde Deutsch-Griffen 9 Häuser, 49 Einwohner;[11] in Gemeinde Albeck 5 Häuser, 48 Einwohner[12]
- 1910: 15 Häuser, 90 Einwohner
  - davon in Gemeinde Deutsch-Griffen 10 Häuser, 47 Einwohner;[13] in Gemeinde Albeck 5 Häuser, 43 Einwohner[14]
- 1923: 14 Häuser, 90 Einwohner[15]
- 1934: 110 Einwohner[16]
- 1951: 15 Häuser, 93 Einwohner
- 1961: 16 Häuser, 97 Einwohner[17]
- 2001: 24 Gebäude (davon 20 mit Hauptwohnsitz) mit 29 Wohnungen und 24 Haushalten; 78 Einwohner und 2 Nebenwohnsitzfälle; 0 Arbeitsstätten, 12 land- und forstwirtschaftliche Betriebe[18]
- 2011: 24 Gebäude, 63 Einwohner, 23 Haushalte, 2 Arbeitsstätten[19]
- 2021: 25 Gebäude, 53 Einwohner, 20 Haushalte, 9 Arbeitsstätten[20]